# Дама, пишущая письмо, со своей служанкой
«Дама, пишущая письмо, со своей служанкой» — картина нидерландского художника Яна Вермеера, написанная в 1670—1671 годах. На картине изображена женщина со своей горничной, предположительно выступающей посредницей в её переписке с любовником. Работа считается предваряющей последний период Вермеера 1670-х годов, когда его живопись стала отличаться большей сдержанностью и сухостью.
«Дама, пишущая письмо, со своей служанкой» является первым примером экспериментов Вермеера с центробежной композицией, в которой фокус смещён в сторону от центра, и его третьей картиной на данную тему, где действие и динамика сосредоточены не на одном персонаже. Горничная, стоящая в центре картины со скрещёнными руками, эмоционально отстранена от своей хозяйки, так же безучастной к её присутствию. Её взгляд в окно выдаёт отвлечённость на свои мысли, скрытое беспокойство и нетерпение в ожидании поручения. Сам факт присутствия горничной при столь личном занятии может указывать на то, что она является доверенным лицом хозяйки, но, судя по её взгляду и улыбке, настоящей близости между двумя женщинами нет.
Картина содержит много типичных для живописи Вермеера элементов, таких как стремление к передаче идеальной перспективы интерьера, детальное изображение линий одежды, оконной рамы, фоновой стены, плиточного пола. На её создание художника могла вдохновить схожая по духу картина Герарда Терборха «Женщина, запечатывающая письмо». Холст для полотна с высокой степенью достоверности был отрезан с того же рулона, что и для картины «Женщина с лютней».

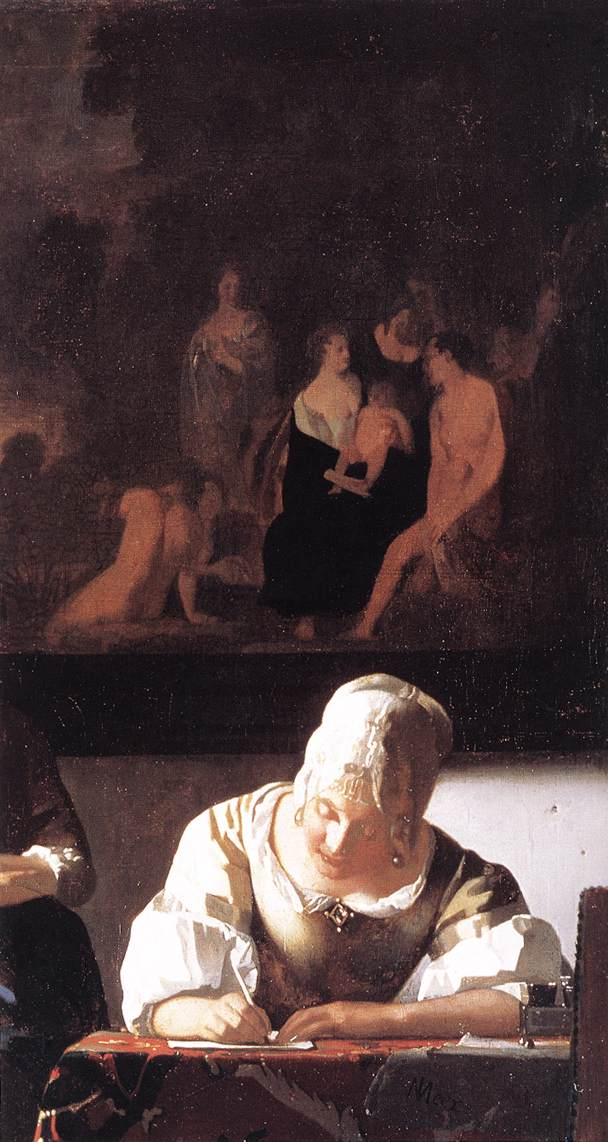
Фрагмент с изображением младенца Моисея

Как и на многих других работах Вермеера, в произведении присутствует «картина в картине». На ней изображена сцена нахождения младенца Моисея дочерью фараона; искусствоведы атрибутируют её английскому художнику Питеру Лели (интересно, что она также присутствует на более ранней картине Вермеера «Астроном»). Возможно, она заключает в себе намёк либо на скорое рождение ребёнка, либо на существование незаконнорождённого. Как бы то ни было, для современников Вермеера сам факт написания женщиной любовного письма подразумевал совершённое ею прелюбодеяние.
Среди прочих деталей обращают на себя внимание лежащие на полу предметы: палочка сургуча, красная печать и скомканная страница. Это может быть смятое и брошенное письмо, ранее полученное женщиной, либо черновик её собственного ответа. Высказывалось также предположение, что предмет может быть не просто листком бумаги, а маленькой книгой — письмовником, содержавшим образцы разного рода писем. В таком случае можно предположить, что дама отбросила его, не найдя в нём ничего подходящего, и теперь пишет собственными словами, выражая собственные эмоции.
Картина была украдена 27 апреля 1974 года вместе с работами Гойи, Рубенса и Гейнсборо из поместья Рассборо-Хаус баронета Альфреда Бейта вооружёнными членами ИРА под предводительством Роуз Дугдейл. Полотна, вырезанные из рам отвёртками, были обнаружены 8 дней спустя в графстве Корк. Второе похищение состоялось в 1986 году бандой под руководством дублинского гангстера Мартина Кэхилла, потребовавшего за картину выкуп в 20 миллионов фунтов стерлингов. В августе 1993 года она была возвращена во время попытки обмена в антверпенском аэропорту, оказавшейся спецоперацией, проведённой ирландской полицией под прикрытием. Ещё до возвращения картина заочно была передана в дар Национальной галерее Ирландии, где и хранится по сей день.